# سمیر عکاشه
سَمیر عُکاشه (یا به‌اشتباه: اُکاشا) استاد فلسفهٔ علم در دانشگاه بریستول است. عکاشه همچنین عضو فرهنگستان بریتانیا و رئیس انجمن فلسفه علم اروپا است. موضوعات مورد علاقه او در فلسفهٔ زیست‌شناسی، پرسش‌های بنیادی و مفهومی مرتبط با نظریه تکامل، به‌ویژه مساله سطح انتخاب است. 
او برای نوشتن کتاب فرگشت و سطوح انتخاب (۲۰۰۶) برندهٔ جایزهٔ لاکاتوش در سال ۲۰۰۹ شد.

## آثار
- Evolution and the Levels of Selection (OUP 2006)
- Philosophy of Science: A Very Short Introduction (OUP 2002)
- Philosophy of Science: A Very Short Introduction (OUP 2016)
- Philosophy of Biology: A Very Short Introduction (OUP 2019)

- فلسفه علم، سمیر اکاشا، هومن پناهنده (مترجم)، ناشر: فرهنگ معاصر (۱۳۸۷)
- درآمدی بر فلسفه علم، سمیر اکاشا، ابوالفضل حقیری قزوینی (مترجم)، ناشر: امیرکبیر، کتابهای جیبی (۱۳۸۹)
- فلسفهٔ زیست‌شناسی، سمیر عکاشه، کاوه فیض‌اللهی (مترجم)، ناشر: نشر نو (۱۳۹۹)
- فلسفه علم ویرایش جدید سال ۲۰۱۶، سمیر اکاشا، حسین عزیز طائمه ، سودابه خادمی (مترجم)، ناشر: نشر دوران (۱۴۰۰)